# Ryt ormiański

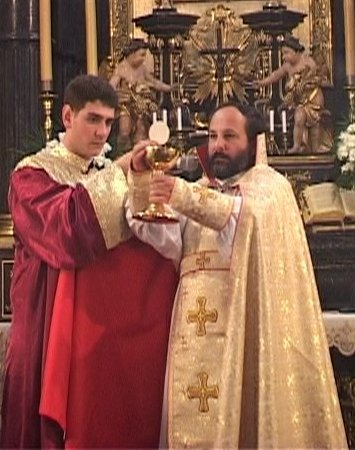
Ksiądz Tadeusz Isakowicz-Zaleski (z prawej) podczas sprawowania liturgii w obrządku ormiańskim

Ryt ormiański (armeński) – obrządek liturgiczny używany przez Apostolski Kościół Ormiański i Kościół katolicki obrządku ormiańskiego.
Tradycja przypisuje autorstwo modlitw tego rytu św. Grzegorzowi Oświecicielowi, założycielowi i patronowi Kościoła ormiańskiego. Ryt ormiański jest odgałęzieniem liturgii zachodnio-syryjskiej. 
Liturgia ta uległa tak silnym wpływom Bizancjum i Rzymu, że nie sposób odtworzyć jej początkowego kształtu. W odróżnieniu od tradycji bizantyjskiej, kościoły rytu ormiańskiego nie posiadają ikonostasu, ale wyposażone są w zasłonę, oddzielającą kapłana i ołtarz od wiernych uczestniczących w liturgii. Zwyczaj ten pochodzi, według Tradycji, z czasów apostolskich. Używanie przez biskupów mitry oraz sprawowanie liturgii na chlebie przaśnym (niekwaszonym) jest prawdopodobnie wpływem zachodnich misjonarzy, podobnie jak śpiew z akompaniamentem organów.

## Schemat liturgii w rycie ormiańskim

### Przygotowanie
- Pieśń zakładania szat
- Modlitwa u stopni ołtarza
- Modlitwa wstawiennicza
- Akt pokuty (spowiedź powszechna)
- Psalm 43
- Modlitwa w Przybytku Świętości
- Przygotowanie darów
- Okadzenie

### Liturgia katechumenów
- Introit (w zwykłe niedziele jest nim hymn Jednorodzony Synu)
- Modlitwa godziny południowej
- Małe wejście (Trisagion)
- Wielka litania godziny południowej
- Czytania (fragment psalmu, czytanie z Pisma Świętego, werset z Alleluja, Ewangelia)
- Wyznanie wiary

### Liturgia eucharystyczna
- Wielkie wejście
- Ofiarowanie
- Znak pokoju
- Prefacja
- Pieśń Serafinów (Sanctus)
- Słowa ustanowienia
- Hymn do Ojca
- Hymn pochwalny
- Hymn do Syna
- Epikleza
- Hymn do Ducha Świętego
- Litania upamiętniająca

### Obrzędy komunii i zakończenia
- Modlitwa Pańska
- Podniesienie
- Doksologia
- Komunia kapłańska (w tym czasie chór śpiewa hymn Ter woghormja)
- Komunia wiernych
- Dziękczynienie
- Błogosławieństwo i rozesłanie[2].